# Daguerre (Mondkrater)
Daguerre ist ein Mondkrater nahe dem nördlichen Rand des Mare Nectaris. In westlich-nordwestlicher Richtung liegen die beiden bekannteren Krater Mädler und Theophilus. Isidoris befindet sich in der Region zwischen den Maria.
Das Kraterinnere wurde durch einen Lavafluss aus einer Spalte im südwestlichen Rand verschüttet. Dadurch erscheint Daguerre mehr hufeisenförmig als rund. Der Boden ist durch einen Strahl des Mädlerkraters bedeckt. Die höchsten Teile des übrigen Kraterrandes sind 1,5 Kilometer hoch.
Der Krater ist nach Louis Daguerre benannt.

## Benachbarte Krater
Die Daguerre am nächsten gelegenen Einschlagskrater werden als seine Satellitenkrater betrachtet und dementsprechend bezeichnet.
| Buchstabe | Position           | Durchmesser | Link |
| --------- | ------------------ | ----------- | ---- |
| K         | 12,28° S, 35,76° O | 5 km        |      |
| U         | 15,16° S, 35,66° O | 4 km        |      |
| X         | 14,09° S, 34,44° O | 3 km        |      |
| Y         | 13,95° S, 35,34° O | 4 km        |      |
| Z         | 14,98° S, 34,65° O | 4 km        |      |